# 泽雷格苏木
泽雷格是蒙古国西部科布多省下属的一个苏木，人口2500人，治所为Alanteel，蒙古国第四任总统查希亚·额勒贝格道尔吉于1963年生于此地。